# Großer Preis von Belgien 2016
Der Große Preis von Belgien 2016 (offiziell 2016 Formula 1 Belgian Grand Prix) fand am 28. August auf dem Circuit de Spa-Francorchamps in Spa statt und war das 13. Rennen der Formel-1-Weltmeisterschaft 2016.

## Bericht

### Hintergründe
Nach dem Großen Preis von Deutschland führte Lewis Hamilton in der Fahrerwertung mit 19 Punkten vor Nico Rosberg und mit 84 Punkten vor Daniel Ricciardo. In der Konstrukteurswertung führte Mercedes mit 159 Punkten vor Red Bull und mit 173 Punkten vor Ferrari.
Beim Großen Preis von Belgien stellte Pirelli den Fahrern die Reifenmischungen P Zero Medium (weiß), P Zero Soft (gelb) und P Zero Supersoft (rot) sowie für Nässe Cinturato Intermediates (grün) und Cinturato Full-Wets (blau) zur Verfügung.
Gegenüber dem Vorjahr gab es kleinere Änderungen an der Strecke: Die Curbs ausgangs der Les Combes wurden bis ans Ende des Kiesbetts verlängert, zudem wurde Kunstrasen hinter den Randsteinen verlegt sowie die Drainage verbessert. Auch in der Stavelot wurde Kunstrasen hinter den Curbs verlegt.
Die DRS-Zonen blieben im Vergleich zum Vorjahr unverändert. Die erste Zone befand sich auf der Kemmel-Geraden und beginnt 310 Meter nach der Raidillon. Der Messpunkt lag 240 Meter vor dem Kurveneingang von Eau Rouge. Der Messpunkt für die zweite Zone lag 160 Meter vor der Bus-Stop-Schikane, auf der Start-Ziel-Geraden, 30 Meter nach der letzten Kurve, begann die DRS-Zone.
Vor dem Rennwochenende gab es einen Fahrerwechsel: Rio Haryanto wurde bei Manor Racing durch Esteban Ocon ersetzt, welcher damit sein Formel-1-Debüt feierte.
Honda stellte McLaren bei diesem Rennen einen verbesserten Verbrennungsmotor und einen weiterentwickelten Turbolader zur Verfügung. Damit investierte Honda sieben der insgesamt noch zur Verfügung stehenden zehn Token für die Änderung. Auch Mercedes setzte in Belgien erstmals eine weiterentwickelte Antriebseinheit ein, hierfür wurden fünf Token verwendet. Da sowohl Hamilton als auch Rosberg sie verwendeten, wurde bei Hamilton eine Rückversetzung in Kauf genommen.
Daniil Kwjat, Kimi Räikkönen (jeweils fünf), Valtteri Bottas, Marcus Ericsson, Esteban Gutiérrez, Nico Hülkenberg, Felipe Nasr, Rosberg, Pascal Wehrlein (jeweils vier), Max Verstappen (drei), Fernando Alonso, Romain Grosjean, Jolyon Palmer und Sebastian Vettel (jeweils zwei) gingen mit Strafpunkten ins Rennwochenende.
Mit Räikkönen (viermal), Vettel, Hamilton (jeweils zweimal), Felipe Massa, Jenson Button und Ricciardo (jeweils einmal) traten sechs ehemalige Sieger zu diesem Grand Prix an.
Rennkommissare waren Yves Bacquelaine (BEL), Gerd Ennser (DEU), Felipe Giaffone (BRA) und Danny Sullivan (USA).

### Training
Im ersten freien Training fuhr Rosberg in 1:48,348 Minuten die Bestzeit vor Hamilton und Räikkönen. Hülkenberg, Ricciardo, Rosberg und Carlos Sainz jr. testeten in diesem Training einen Prototyp des Halo-Systems. Rosberg fuhr sogar die Bestzeit damit. Außerdem fuhren mehrere Piloten mit einem neuen Testreifen von Pirelli.
Im zweiten freien Training war Verstappen mit einer Rundenzeit von 1:48,085 Minuten Schnellster vor Ricciardo und Hülkenberg.
Im dritten freien Training fuhr Räikkönen in 1:47,974 Minuten vor Ricciardo und Vettel. Verstappen konnte wegen technischer Schwierigkeiten nur zwei Installationsrunden fahren. Auch Ericsson fuhr wegen eines technischen Problems nur wenige Runden.

### Qualifying
Das Qualifying bestand aus drei Teilen mit einer Nettolaufzeit von 45 Minuten. Im ersten Qualifying-Segment (Q1) hatten die Fahrer 18 Minuten Zeit, um sich für das Rennen zu qualifizieren. Alle Fahrer, die im ersten Abschnitt eine Zeit erzielten, die maximal 107 Prozent der schnellsten Rundenzeit betrug, qualifizierten sich für den Grand Prix. Die besten 16 Fahrer erreichten den nächsten Teil. Massa war Schnellster. Alonso stellte seinen Wagen mit einem Defekt am Streckenrand ab und setzte keine Zeit, er qualifizierte sich somit nicht für den Grand Prix. Außer ihm schieden Hamilton, die Sauber-Piloten, Kwjat und Ocon aus.
Der zweite Abschnitt (Q2) dauerte 15 Minuten. Die schnellsten zehn Piloten qualifizierten sich für den dritten Teil des Qualifyings. Rosberg war Schnellster. Genau wie Räikkönen, Ricciardo und Vettel fuhr er seine beste Zeit auf der Soft-Mischung. Wehrlein, Sainz jr., die Renault- und die Haas-Piloten schieden aus.
Der letzte Abschnitt (Q3) ging über eine Zeit von zwölf Minuten, in denen die ersten zehn Startpositionen vergeben wurden. Rosberg fuhr mit einer Rundenzeit von 1:46,744 Minuten die Bestzeit vor Verstappen und Räikkönen. Es war die 28. Pole-Position für Rosberg in der Formel-1-Weltmeisterschaft.
Hamilton wurde für das Einsetzen eines sechsten und siebten Turboladers sowie der sechsten und siebten MGU-K um 30 Positionen nach hinten versetzt, die jeweils siebte Komponente wurde dabei allein aus taktischen Überlegungen verwendet. Da bei Hamilton vor dem dritten freien Training erneut sämtliche Komponenten der Antriebseinheit gewechselt wurden, erhöhte sich die Strafe auf 55 Startplätze. Wegen eines Getriebewechsels nach dem Qualifying sollte Hamilton aus der Boxengasse starten; diese Strafe wurde jedoch nachträglich korrigiert. Auch Ericsson wurde wegen der Verwendung des sechsten Turboladers um zehn Startplätze, Alonso wegen der Verwendung eines sechsten Elementes von jedem Teil der Antriebseinheit um 35 Plätze nach hinten versetzt. Da nach dem Qualifying bei Alonso erneut der Motor gewechselt wurde, erhöhte sich die Strafe auf 60 Startplätze. Gutiérrez wurde um fünf Startplätze nach hinten versetzt, weil er Wehrlein im dritten freien Training behindert hatte und die Rennkommissare die Situation wegen des großen Geschwindigkeitsunterschiedes der beiden Fahrzeuge als gefährlich einstuften. Zudem erhielt Gutiérrez drei Strafpunkte.

### Rennen
Beim Start blieb Rosberg in Führung, beide Ferrari-Piloten gingen vor der ersten Kurve am schlecht gestarteten Verstappen vorbei. Auch Ricciardo und Bottas starteten schlecht und verloren vor der ersten Kurve mehrere Positionen. In der ersten Kurve blieb Verstappen auf der Innenseite neben Räikkönen. Vettel lenkte von außen in die Kurve ein und kollidierte mit Räikkönen, dessen Frontflügel dabei beschädigt wurde. Vettel drehte sich und fiel ans Ende des Feldes zurück. Anschließend kollidierten Verstappen und Räikkönen, wobei der Frontflügel von Verstappens Red Bull und Räikkönens rechter Vorderreifen beschädigt wurden. Alle Piloten, die innen an Vettels Ferrari vorbeifahren konnten, gewannen mehrere Positionen, die gut gestarteten Pérez und Button mussten außen am Ferrari vorbeifahren und verloren deutlich an Boden. Rosberg führte vor Verstappen, Räikkönen, Hülkenberg, Ricciardo, Massa, Grosjean, Bottas, Palmer und Sainz jr. Ericsson war aus der Boxengasse gestartet.
Wegen des Druckverlustes im rechten Vorderreifen schleifte der Unterboden von Räikkönens Ferrari auf der Fahrbahn und verursachte eine massive Funkenbildung. Räikkönen fiel noch in der ersten Runde bis ans Ende des Feldes zurück. Verstappen fuhr trotz stark beschädigten Frontflügels zunächst weiter, er nutzte mehrfach die asphaltierten Auslaufzonen, verlor aber mehrere Positionen. Grosjean und Palmer verbremsten sich in Les Combes und verloren so ebenfalls mehrere Positionen. Dahinter verbremste sich auch Kevin Magnussen beim Angriff auf Button, sodass beide deutlich langsamer durch die Kurve fuhren. Der unmittelbar dahinter fahrende Wehrlein wurde dadurch überrascht und fuhr auf Button auf. Dabei wurden beide Fahrzeuge so stark beschädigt, dass die Fahrer kurz darauf ausschieden. Am Ende der ersten Runde kamen Räikkönen und Verstappen zu Reparaturstopps in die Box. Bei Räikkönens Fahrzeug gab es einen Brand am Unterboden, sodass der Reparaturstopp deutlich länger dauerte und Räikkönen eine Runde zurückfiel. Auch Nasr fuhr an die Box, nachdem er Trümmer überfahren und einen Reifenschaden hinten links erlitten hatte. Rosberg führte nach der ersten Runde vor Hülkenberg, Ricciardo, Massa, Grosjean, Bottas, Sainz jr., Pérez, Palmer und Magnussen.
In der 2. Runde zog sich Sainz jr. einen Reifenschaden hinten rechts zu, wodurch auch sein Heckflügel beschädigt wurde. Er versuchte, das beschädigte Fahrzeug in die Box zu retten, drehte sich aber und gab das Rennen kurz danach auf, als der Heckflügel endgültig wegbrach. Da die Strecke mit Trümmerteilen übersät war, rief die Rennleitung eine virtuelle Safety-Car-Phase aus, die Massa zum Reifenwechsel nutzte. Ericsson schied mit einem Getriebeschaden aus.
Rosberg führte vor Hülkenberg, Ricciardo, Bottas, Grosjean, Pérez, Palmer, Magnussen, Gutiérrez und Alonso. Nachdem die virtuelle Safety-Car-Phase aufgehoben wurde, überholte Pérez Grosjean. In der 6. Runde gab es einen schweren Unfall von Magnussen, der ausgangs der Eau Rouge die Kontrolle über seinen Renault verlor und rückwärts in die Streckenbegrenzung einschlug. Beim Aufprall wirkte eine Belastung von 12g, Magnussen erlitt bei dem Unfall eine Schnittwunde am Knöchel und wurde zur Behandlung in ein Krankenhaus geflogen. Die Rennleitung schickte zur Bergung des Wagens das Safety-Car auf die Strecke. Hülkenberg, Bottas, Grosjean, Pérez, Palmer und Gutiérrez nutzen die Safety-Car-Phase zum Reifenwechsel. Da bei Magnussens Unfall auch die Leitplanke beschädigt worden war, unterbrach die Rennleitung das Rennen in der neunten Runde. Rosberg führte zu diesem Zeitpunkt vor Ricciardo, Hülkenberg, Alonso, Hamilton, Massa, Pérez, Kwjat, Palmer und Grosjean. Während der Unterbrechung stolperte ein Williams-Mechaniker über ein Kabel und wurde dabei leicht verletzt.
Nach etwa zwanzig Minuten Reparaturzeit wurde das Rennen mit einer Runde hinter dem Safety-Car neu gestartet. Rosberg, Pérez und der auf Rang 15 liegende Verstappen hatten auf Medium-Reifen gewechselt, alle übrigen Piloten fuhren Soft.
In der 12. Runde überholte Hamilton Alonso und lag nun auf dem vierten Rang. Im hinteren Teil des Feldes überholte Räikkönen Verstappen, der ihn in der folgenden Kurve von der Strecke drängte und so vorne blieb. Eine Runde später zog Verstappen in der Anfahrt auf die Les Combes bei mehr als 300 km/h unmittelbar vor Räikkönen auf dessen Linie, Räikkönen konnte nur durch Abbremsen eine Kollision vermeiden. Wie bereits eine Runde zuvor beschwerte sich Räikkönen per Boxenfunk über die gefährliche Fahrweise von Verstappen. Die Rennkommissare sprachen jedoch keine Strafe gegen Verstappen aus.
Vettel überholte unterdessen Palmer, dem per Boxenfunk mitgeteilt wurde, dass seine Reifen überhitzten und er langsamer fahren müsse. In der Folge verlor er weitere Positionen. In der 16. Runde überholte Vettel Grosjean, eine Runde später auch Kwjat. Grosjean fiel auch hinter Massa zurück. Verstappen kam an die Box und wechselte auf die Soft-Mischung.
Hamilton schloss auf Hülkenberg auf und überholte ihn in der 18. Runde, damit war er bereits Dritter. In Runde 21 wechselte Hamilton erneut auf die Soft-Mischung. Nasr erhielt eine Fünf-Sekunden-Zeitstrafe, weil er sich durch das Verlassen der Strecke einen Vorteil verschafft und so Ocon überholt hatte.
In der 23. Runde wechselten Hülkenberg, Alonso und Vettel die Reifen, alle wechselten auf Medium. Die McLaren-Mechaniker wechselten die Reifen bei Alonso schneller als dies bei Hülkenberg gelang, sodass beide nebeneinander durch die Boxengasse fuhren. Am Boxenausgang kam es zu einer leichten Berührung, Hülkenberg blieb jedoch vorne. Eine Runde später wechselten Pérez und Räikkönen die Reifen. Pérez überholte unmittelbar danach Verstappen, der ihn ebenfalls von der Strecke drängte. Pérez blieb jedoch vorne.

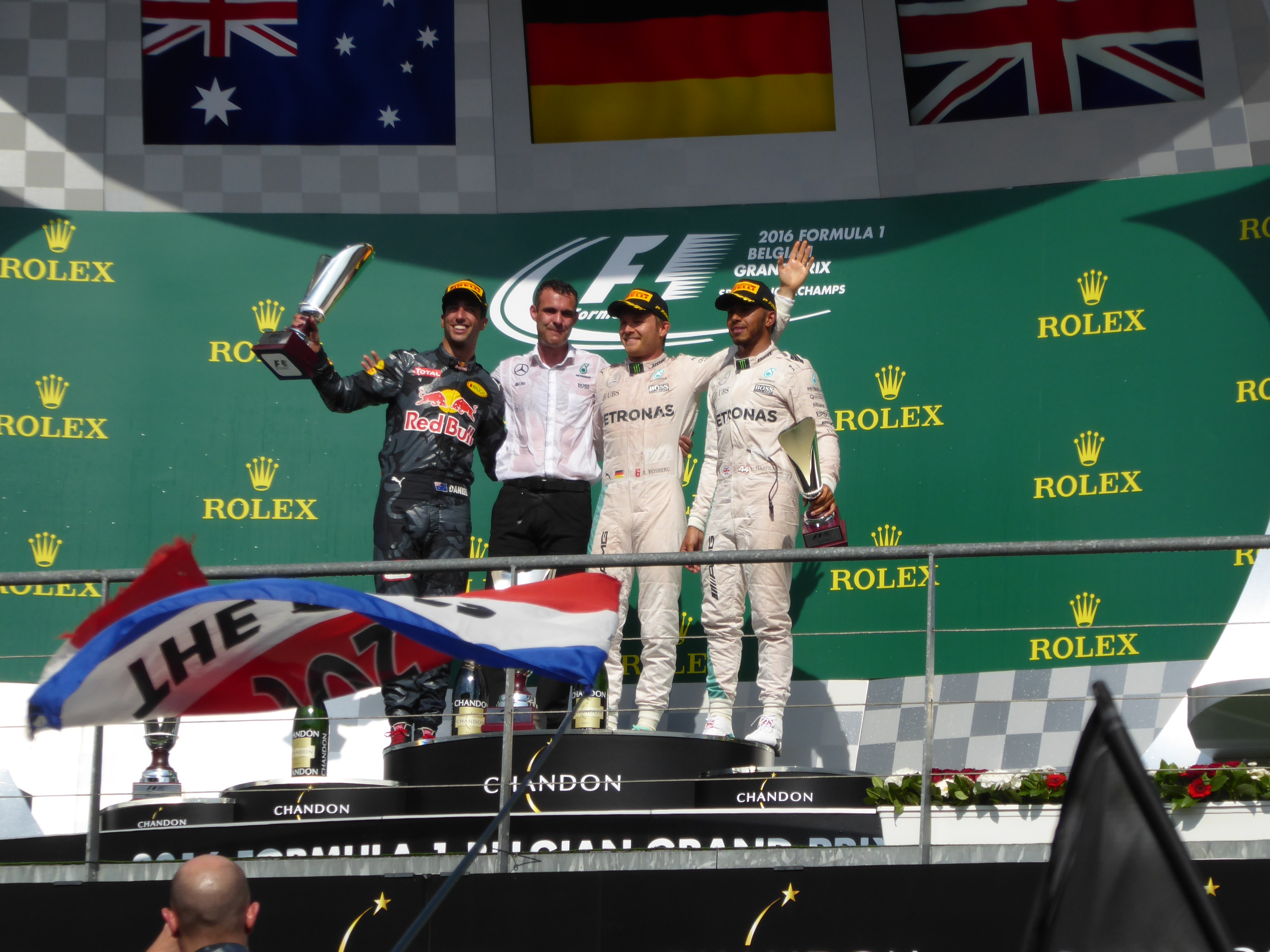
Das Podium nach dem Rennen

In der 25. Runde wechselte Ricciardo auf Medium, eine Runde später auch Rosberg. Vettel überholte unterdessen Verstappen, der zunächst konterte und vorne blieb. Eine Runde später gingen dann nacheinander Vettel und Bottas an Verstappen vorbei, der daraufhin an die Box fuhr und erneut Soft aufziehen ließ. Pérez überholte in Runde 29 zunächst Massa, eine Runde später dann auch Alonso und war nun Fünfter.
In der 32. Runde wechselte Hamilton ein weiteres Mal die Reifen, dieses Mal wieder auf Medium. Er fiel auf den vierten Platz unmittelbar hinter Hülkenberg zurück, überholte ihn jedoch bereits eine Runde später wieder. Vettel verbremste sich beim Angriff auf Massa, sodass dieser wieder an ihm vorbeiging. Eine Runde später ging Vettel endgültig an Massa vorbei. Er setzte sich schnell von ihm ab und holte auf Alonso auf, den er drei Runden später ebenfalls überholte. Hamilton fuhr zu diesem Zeitpunkt die schnellsten Runden des Rennens, er kam aber nicht mehr in Schlagdistanz zu Ricciardo. Massa musste in den letzten Runden noch Bottas und Räikkönen passieren lassen.
Rosberg gewann das Rennen vor Ricciardo und Hamilton. Es war der 20. Sieg für Rosberg in der Formel-1-Weltmeisterschaft, davon der sechste der Saison. Ricciardo erreichte die vierte Podiumsplatzierung der Saison, davon die dritte in Folge. Hamilton erreichte im 13. Saisonrennen den zehnten Podestplatz. Die restlichen Punkteplatzierungen erzielten Hülkenberg, Pérez, Vettel, Alonso, Bottas, Räikkönen und Massa.
In der Fahrer- und Konstrukteurswertung blieben die ersten drei Plätze unverändert.

## Meldeliste
| Team                          | Nr. | Fahrer            | Chassis                | Motor                       | Reifen |
| ----------------------------- | --- | ----------------- | ---------------------- | --------------------------- | ------ |
| Mercedes AMG Petronas F1 Team | 44  | Lewis Hamilton    | Mercedes F1 W07 Hybrid | Mercedes-Benz PU106C Hybrid | P      |
| Mercedes AMG Petronas F1 Team | 06  | Nico Rosberg      | Mercedes F1 W07 Hybrid | Mercedes-Benz PU106C Hybrid | P      |
| Scuderia Ferrari              | 05  | Sebastian Vettel  | Ferrari SF16-H         | Ferrari 059/5               | P      |
| Scuderia Ferrari              | 07  | Kimi Räikkönen    | Ferrari SF16-H         | Ferrari 059/5               | P      |
| Williams Martini Racing       | 19  | Felipe Massa      | Williams FW38          | Mercedes-Benz PU106C Hybrid | P      |
| Williams Martini Racing       | 77  | Valtteri Bottas   | Williams FW38          | Mercedes-Benz PU106C Hybrid | P      |
| Red Bull Racing               | 03  | Daniel Ricciardo  | Red Bull RB12          | TAG Heuer                   | P      |
| Red Bull Racing               | 33  | Max Verstappen    | Red Bull RB12          | TAG Heuer                   | P      |
| Sahara Force India F1 Team    | 27  | Nico Hülkenberg   | Force India VJM09      | Mercedes-Benz PU106C Hybrid | P      |
| Sahara Force India F1 Team    | 11  | Sergio Pérez      | Force India VJM09      | Mercedes-Benz PU106C Hybrid | P      |
| Renault Sport F1 Team         | 20  | Kevin Magnussen   | Renault R.S.16         | Renault Energy F1 2016      | P      |
| Renault Sport F1 Team         | 30  | Jolyon Palmer     | Renault R.S.16         | Renault Energy F1 2016      | P      |
| Scuderia Toro Rosso           | 26  | Daniil Kwjat      | Toro Rosso STR11       | Ferrari 059/4               | P      |
| Scuderia Toro Rosso           | 55  | Carlos Sainz jr.  | Toro Rosso STR11       | Ferrari 059/4               | P      |
| Sauber F1 Team                | 09  | Marcus Ericsson   | Sauber C35             | Ferrari 059/5               | P      |
| Sauber F1 Team                | 12  | Felipe Nasr       | Sauber C35             | Ferrari 059/5               | P      |
| McLaren Honda                 | 14  | Fernando Alonso   | McLaren MP4-31         | Honda RA616H                | P      |
| McLaren Honda                 | 22  | Jenson Button     | McLaren MP4-31         | Honda RA616H                | P      |
| Manor Racing MRT              | 94  | Pascal Wehrlein   | Manor MRT05            | Mercedes-Benz PU106C Hybrid | P      |
| Manor Racing MRT              | 31  | Esteban Ocon      | Manor MRT05            | Mercedes-Benz PU106C Hybrid | P      |
| Haas F1 Team                  | 08  | Romain Grosjean   | Haas VF-16             | Ferrari 059/5               | P      |
| Haas F1 Team                  | 21  | Esteban Gutiérrez | Haas VF-16             | Ferrari 059/5               | P      |

## Klassifikationen

### Qualifying
| Pos.                                                                      | Fahrer            | Konstrukteur         | Q1         | Q2       | Q3       | Start |
| ------------------------------------------------------------------------- | ----------------- | -------------------- | ---------- | -------- | -------- | ----- |
| 01                                                                        | Nico Rosberg      | Mercedes             | 1:48,019   | 1:46,999 | 1:46,744 | 01    |
| 02                                                                        | Max Verstappen    | Red Bull-TAG Heuer   | 1:48,407   | 1:47,163 | 1:46,893 | 02    |
| 03                                                                        | Kimi Räikkönen    | Ferrari              | 1:47,912   | 1:47,664 | 1:46,910 | 03    |
| 04                                                                        | Sebastian Vettel  | Ferrari              | 1:47,802   | 1:47,944 | 1:47,108 | 04    |
| 05                                                                        | Daniel Ricciardo  | Red Bull-TAG Heuer   | 1:48,407   | 1:48,027 | 1:47,216 | 05    |
| 06                                                                        | Sergio Pérez      | Force India-Mercedes | 1:48,106   | 1:47,485 | 1:47,407 | 06    |
| 07                                                                        | Nico Hülkenberg   | Force India-Mercedes | 1:48,080   | 1:47,317 | 1:47,543 | 07    |
| 08                                                                        | Valtteri Bottas   | Williams-Mercedes    | 1:48,655   | 1:47,918 | 1:47,612 | 08    |
| 09                                                                        | Jenson Button     | McLaren-Honda        | 1:48,700   | 1:48,051 | 1:48,114 | 09    |
| 10                                                                        | Felipe Massa      | Williams-Mercedes    | 1:47,738   | 1:47,667 | 1:48,263 | 10    |
| 11                                                                        | Romain Grosjean   | Haas-Ferrari         | 1:48,751   | 1:48,316 | –        | 11    |
| 12                                                                        | Kevin Magnussen   | Renault              | 1:48,800   | 1:48,485 | –        | 12    |
| 13                                                                        | Esteban Gutiérrez | Haas-Ferrari         | 1:48,748   | 1:48,598 | –        | 18    |
| 14                                                                        | Jolyon Palmer     | Renault              | 1:48,901   | 1:48,888 | –        | 13    |
| 15                                                                        | Carlos Sainz jr.  | Toro Rosso-Ferrari   | 1:48,876   | 1:49,038 | –        | 14    |
| 16                                                                        | Pascal Wehrlein   | Manor-Mercedes       | 1:48,554   | 1:49,320 | –        | 15    |
| 17                                                                        | Felipe Nasr       | Sauber-Ferrari       | 1:48,949   | –        | –        | 16    |
| 18                                                                        | Esteban Ocon      | Manor-Mercedes       | 1:49,050   | –        | –        | 17    |
| 19                                                                        | Daniil Kwjat      | Toro Rosso-Ferrari   | 1:49,058   | –        | –        | 19    |
| 20                                                                        | Marcus Ericsson   | Sauber-Ferrari       | 1:49,071   | –        | –        | 20    |
| 21                                                                        | Lewis Hamilton    | Mercedes             | 1:50,033   | –        | –        | 21    |
| 107-Prozent-Zeit: 1:55,280 min (bezogen auf Q1-Bestzeit von 1:47,738 min) |                   |                      |            |          |          |       |
| 22                                                                        | Fernando Alonso   | McLaren-Honda        | keine Zeit | –        | –        | 22    |

Anmerkungen
1. ↑  Gutiérrez wurde um fünf Startplätze nach hinten versetzt, da er im freien Training Wehrlein behindert hatte
2. ↑  Ericsson wurde wegen der Verwendung des sechsten Turboladers um zehn Startplätze nach hinten versetzt
3. ↑  Hamilton wurde wegen der Verwendung des jeweils sechsten, siebten und achten Elementes von MGU-H und Turbolader sowie der sechsten MGU-K und des sechsten Verbrennungsmotors um 55 Startplätze nach hinten versetzt
4. ↑  Hamilton wurde wegen eines Getriebewechsels nach dem Qualifying um weitere fünf Startplätze nach hinten versetzt
5. ↑  Obwohl er sich nicht qualifiziert hatte, wurde Alonso erlaubt, beim Rennen zu starten, da er im freien Training ausreichend schnell gewesen war
6. ↑  Alonso wurde wegen der Verwendung des jeweils sechsten und siebten Elementes von MGU-H, MGU-K, Turbolader und Verbrennungsmotor sowie des jeweils sechsten Elementes von Energiespeicher und Kontrollelektronik um 60 Startplätze nach hinten versetzt

### Rennen
| Pos. | Fahrer            | Konstrukteur         | Runden | Stopps | Zeit        | Start | Schnellste Runde |
| ---- | ----------------- | -------------------- | ------ | ------ | ----------- | ----- | ---------------- |
| 01   | Nico Rosberg      | Mercedes             | 44     | 2      | 1:44:51,058 | 01    | 1:51,746 (11.)   |
| 02   | Daniel Ricciardo  | Red Bull-TAG Heuer   | 44     | 2      | + 14,113    | 05    | 1:52,461 (11.)   |
| 03   | Lewis Hamilton    | Mercedes             | 44     | 3      | + 27,634    | 21    | 1:51,583 (40.)   |
| 04   | Nico Hülkenberg   | Force India-Mercedes | 44     | 3      | + 35,907    | 07    | 1:53,530 (41.)   |
| 05   | Sergio Pérez      | Force India-Mercedes | 44     | 3      | + 40,660    | 06    | 1:53,414 (34.)   |
| 06   | Sebastian Vettel  | Ferrari              | 44     | 3      | + 45,394    | 04    | 1:52,728 (35.)   |
| 07   | Fernando Alonso   | McLaren-Honda        | 44     | 2      | + 59,445    | 22    | 1:54,484 (43.)   |
| 08   | Valtteri Bottas   | Williams-Mercedes    | 44     | 3      | + 1:00,151  | 08    | 1:54,120 (31.)   |
| 09   | Kimi Räikkönen    | Ferrari              | 44     | 4      | + 1:01,109  | 03    | 1:53,498 (27.)   |
| 10   | Felipe Massa      | Williams-Mercedes    | 44     | 3      | + 1:05,873  | 10    | 1:54,342 (25.)   |
| 11   | Max Verstappen    | Red Bull-TAG Heuer   | 44     | 4      | + 1:11,877  | 02    | 1:53,281 (32.)   |
| 12   | Esteban Gutiérrez | Haas-Ferrari         | 44     | 3      | + 1:13,877  | 18    | 1:54,335 (26.)   |
| 13   | Romain Grosjean   | Haas-Ferrari         | 44     | 3      | + 1:16,474  | 11    | 1:53,803 (25.)   |
| 14   | Daniil Kwjat      | Toro Rosso-Ferrari   | 44     | 3      | + 1:27,097  | 19    | 1:52,081 (37.)   |
| 15   | Jolyon Palmer     | Renault              | 44     | 4      | + 1:33,165  | 13    | 1:53,251 (41.)   |
| 16   | Esteban Ocon      | Manor-Mercedes       | 43     | 3      | + 1 Runde   | 17    | 1:55,734 (26.)   |
| 17   | Felipe Nasr       | Sauber-Ferrari       | 43     | 3      | + 1 Runde   | 16    | 1:56,152 (31.)   |
| –    | Kevin Magnussen   | Renault              | 5      | 0      | DNF         | 12    | 1:56,588 (04.)   |
| –    | Marcus Ericsson   | Sauber-Ferrari       | 3      | 0      | DNF         | 20    | 2:15,255 (02.)   |
| –    | Carlos Sainz jr.  | Toro Rosso-Ferrari   | 1      | 0      | DNF         | 14    | –                |
| –    | Jenson Button     | McLaren-Honda        | 1      | 0      | DNF         | 09    | –                |
| –    | Pascal Wehrlein   | Manor-Mercedes       | 0      | 0      | DNF         | 15    | –                |

## WM-Stände nach dem Rennen
Die ersten zehn des Rennens bekamen 25, 18, 15, 12, 10, 8, 6, 4, 2 bzw. 1 Punkt(e).

### Fahrerwertung
| Pos. | Fahrer           | Konstrukteur                            | Punkte |
| ---- | ---------------- | --------------------------------------- | ------ |
| 01   | Lewis Hamilton   | Mercedes                                | 232    |
| 02   | Nico Rosberg     | Mercedes                                | 223    |
| 03   | Daniel Ricciardo | Red Bull-TAG Heuer                      | 151    |
| 04   | Sebastian Vettel | Ferrari                                 | 128    |
| 05   | Kimi Räikkönen   | Ferrari                                 | 124    |
| 06   | Max Verstappen   | Red Bull-TAG Heuer / Toro Rosso-Ferrari | 115    |
| 07   | Valtteri Bottas  | Williams-Mercedes                       | 62     |
| 08   | Sergio Pérez     | Force India-Mercedes                    | 58     |
| 09   | Nico Hülkenberg  | Force India-Mercedes                    | 45     |
| 10   | Felipe Massa     | Williams-Mercedes                       | 39     |
| 11   | Fernando Alonso  | McLaren-Honda                           | 30     |
| 12   | Carlos Sainz jr. | Toro Rosso-Ferrari                      | 30     |

| Pos. | Fahrer            | Konstrukteur                            | Punkte |
| ---- | ----------------- | --------------------------------------- | ------ |
| 13   | Romain Grosjean   | Haas-Ferrari                            | 28     |
| 14   | Daniil Kwjat      | Toro Rosso-Ferrari / Red Bull-TAG Heuer | 23     |
| 15   | Jenson Button     | McLaren-Honda                           | 17     |
| 16   | Kevin Magnussen   | Renault                                 | 6      |
| 17   | Pascal Wehrlein   | Manor-Mercedes                          | 1      |
| 18   | Stoffel Vandoorne | McLaren-Honda                           | 1      |
| 19   | Esteban Gutiérrez | Haas-Ferrari                            | 0      |
| 20   | Jolyon Palmer     | Renault                                 | 0      |
| 21   | Marcus Ericsson   | Sauber-Ferrari                          | 0      |
| 22   | Felipe Nasr       | Sauber-Ferrari                          | 0      |
| 23   | Rio Haryanto      | Manor-Mercedes                          | 0      |
| 24   | Esteban Ocon      | Manor-Mercedes                          | 0      |

### Konstrukteurswertung
| Pos. | Konstrukteur         | Punkte |
| ---- | -------------------- | ------ |
| 1    | Mercedes             | 455    |
| 2    | Red Bull-TAG Heuer   | 274    |
| 3    | Ferrari              | 252    |
| 4    | Force India-Mercedes | 103    |
| 5    | Williams-Mercedes    | 101    |
| 6    | McLaren-Honda        | 48     |

| Pos. | Konstrukteur       | Punkte |
| ---- | ------------------ | ------ |
| 07   | Toro Rosso-Ferrari | 45     |
| 08   | Haas-Ferrari       | 28     |
| 09   | Renault            | 6      |
| 10   | Manor-Mercedes     | 1      |
| 11   | Sauber-Ferrari     | 0      |